# Deltadromeus agilis
Deltadromeus agilis és una espècie de dinosaure teròpode que va viure al Cretaci superior, fa uns 95 milions d'anys, en el que avui en dia és el nord d'Àfrica.